# Наомі Гранд П'єрр
Наомі Гранд П'єрр (англ. Naomy Grand'Pierre, 16 квітня 1997) — канадська плавчиня. Учасниця літніх Олімпійських ігор 2016 за збірну Гаїті, де в попередніх запливах на дистанції 50 метрів вільним стилем посіла 56-те місце і не потрапила до півфіналів.